# Koollangpootmug
De koollangpootmug of groentelangpootmug (Tipula oleracea) is een insect uit de orde van de tweevleugeligen. Tipula oleracea is de typensoort van het geslacht Tipula.

## Beschrijving
De koollangpootmug wordt tot 26 mm lang en heeft een donker, gestreept rugschild. In rust houdt de koollangpootmug de vleugels gespreid. De voorrand van de vleugels is steenrood. Het achterlijf is grijs tot okergeel. De vleugels van de mannetjes hebben een spanbreedte van 3-4 cm en die van de vrouwtjes 4-5 cm. De vleugels van het vrouwtje zijn langer dan haar achterlijf. De mug heeft zeer lange achterpoten en zoals alle langpootmuggen 13-delige antennen.
De geslachten zijn uiterlijk door de bouw van het achterlijf te onderscheiden. De mannetjes hebben aan het eind een duidelijke, knotsvormige verdikking, het hypopygium. De vrouwtjes hebben een spits toelopende legbuis.

## Verspreiding
De koollangpootmug komt voornamelijk voor in Europa, zuidelijk tot in Noord-Afrika met als oostelijke begrenzing Algerije. De oostgrens in Europa loopt tot in Griekenland. Op Kreta komt een ondersoort voor. In Finland en Letland komt de mug niet voor.
In Noord- en Zuid-Amerika werd de mug waarschijnlijk als invasieve soort ingevoerd. Ze komt voor in het westen van Noord-Amerika tussen British Columbia en Californië en in het oosten tussen Michigan en New York. In Zuid-Amerika is ze in Ecuador ingevoerd.

## Levenscyclus
De koollangpootmug vliegt in het voorjaar vanaf april tot juni en een tweede generatie vanaf augustus tot oktober. In de avond worden kleine zwermen gevormd waarschijnlijk voor de paarvorming. De zwermen vliegen vlak boven de grond over weilanden en velden.
De koollangpootmug legt haar eieren afzonderlijk in losse, vochtige grond. Vochtige weilanden, tuinen en landbouwgrond zijn ideaal voor de afzet van de eieren. Een vrouwtje kan tot 1200 eieren afzetten. Per vierkante meter kunnen vaak tot 400 larven (emelten) voorkomen.
De donker gekleurde eieren zijn ovaal en minder dan 1 mm groot. 15 dagen na de eiafzet kruipt de larve uit het ei. De larven zijn bruinachtig en bij het uitkomen van het ei 3-4 mm lang.
De larven voeden zich met rottende plantendelen en tere wortels, waardoor ze schadelijk zijn voor cultuurgewassen. s' Nachts kunnen ze ook aan de bovengrondse plantendelen vreten. Het larvale stadium duurt 4 maanden, waarin de larve vier keer vervelt. De larve verpopt in de grond. De tweede generatie overwintert in de grond.
De muggen kunnen zich vanwege hun weke monddelen alleen voeden met vloeibaar voedsel zoals nectar.
De totale levenscyclus is maximaal acht maanden.

## Verschillen met de weidelangpootmug[1]
De koollangpootmug lijkt veel op de weidelangpootmug, maar is daarvan te onderscheiden met een aantal kenmerken:
- vleugellengte: bij vrouwtjes van de weidelangpootmug zijn de vleugels korter zijn dan het achterlijf en van de koollangpootmug zijn langer dan het achterlijf
- oogafstand: weidelangpootmug (afstand is 2-3x doorsnee eerste antennelid) en koollangpootmug (afstand is 1x doorsnee eerste antennelid)
- antenne leden: weidelangpootmug (14 leden) en voor koollangpootmug (13 leden)
- vliegtijd: de weidelangpootmug vliegt nooit in het voorjaar, de koollangpootmug wel

|  |  |